# Tranholmen
Tranholmen – miejscowość (tätort) w Szwecji, w regionie administracyjnym (län) Sztokholm, w gminie Danderyd.
Według danych Szwedzkiego Urzędu Statystycznego liczba ludności wyniosła: 384 (31 grudnia 2015), 416 (31 grudnia 2018) i 398 (31 grudnia 2019).